# Gonesse
Gonesse egy község Franciaországban. Lakosainak száma 26 959 fő (2022. január 1.).

## Földrajza
Gonesse Bouqueval, Aulnay-sous-Bois, Villiers-le-Bel, Le Blanc-Mesnil, Tremblay-en-France, Villepinte, Arnouville-lès-Gonesse, Bonneuil-en-France, Goussainville, Roissy-en-France, Le Thillay és Vaudherland községekkel határos.

## Testvértelepülések
- Leonessa